# الو گشتوانگ
الو گشتوانگ (انگلیسی: Alv Gjestvang; ۱۳ سپتامبر ۱۹۳۷ – ۲۶ نوامبر ۲۰۱۶) اسکیت‌باز سرعت اهل نروژ بود.
وی در مسابقات کشوری و بین‌المللی در مجموع برندهٔ ۱ مدال نقره، ۱ مدال برنز شده‌است.